# بتا کوره
بتا کوره یک ستاره است که در صورت فلکی کوره قرار دارد.